# 좌석

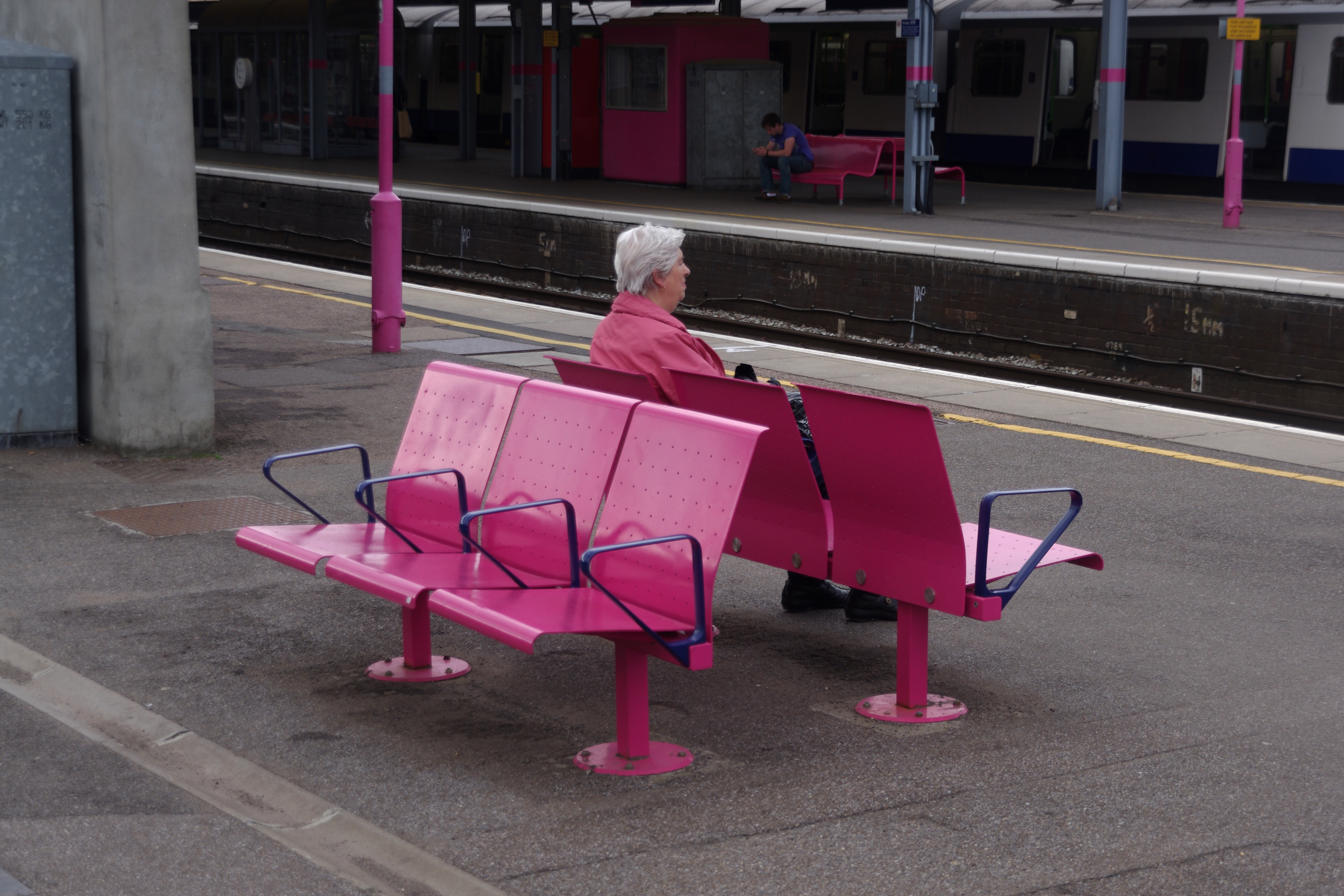
기차역 의자.

좌석(座席, seat)은 앉으라고 만들어 놓은 자리이다. 이 용어는 등받이, 팔걸이, 머리 받침대와 같은 추가 기능이 포함될 수 있다. 영어로는 seat로 부르는데, 이 용어는 더 넓은 의미의 본부도 포함할 수 있다.

## 같이 보기
- 의자
- 좌석수